# Cima (topografía)

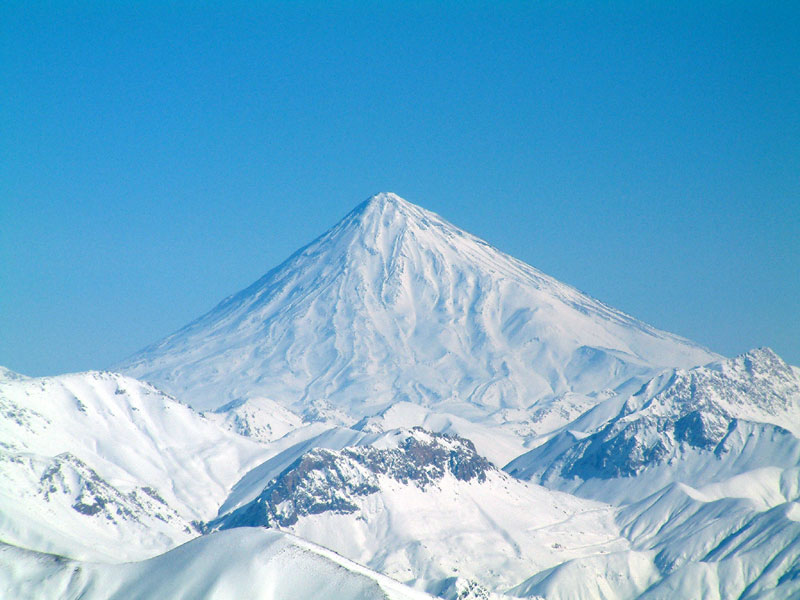
El monte Damavand en invierno (Irán).

Una cima es, en topografía, un punto de una superficie que es más elevado en altitud que todos los puntos inmediatamente adyacentes a él. 
Generalmente, el término cima solo es empleado para los picos montañosos que poseen un grado significativo de prominencia topográfica o singularidad topográfica (gran distancia al punto más cercano de mayor elevación) así, un bloque rocoso cercano a la cima principal de una montaña no es considerado una cima. 
Las cimas cercanas a otra más alta, con menor prominencia o aisladas, que no alcanzan un determinado valor límite, normalmente, son consideradas «subcimas» (o «subpicos») del pico principal y, por tanto, parte de la misma montaña.
Un pico piramidal es una cumbre montañosa con forma puntiaguda producida por la erosión del hielo.

Panorámica de la cima del Cotiella, Sobrarbe